# Fannia yui
Fannia yui är en tvåvingeart som beskrevs av Feng 2002. Fannia yui ingår i släktet Fannia och familjen takdansflugor.
Artens utbredningsområde är Sichuan (Kina). Inga underarter finns listade i Catalogue of Life.